# Martha My Dear
«Martha My Dear» (с англ. — «Марта, дорогая») — песня The Beatles из «Белого альбома».

## Композиция
В мелодии песни постоянно звучат фортепиано и медные духовые, также плавно происходит модуляция. Тональность — ми-бемоль мажор; модуляция через ряд тональностей, имеющая своим эффектом лёгкий диссонанс. Во время звучания вокала происходит синкопа (тот же эффект был позже использован Маккартни в песне «Two of Us» из альбома Let It Be).

## История создания
Героиню песни назвали в честь принадлежавшей Маккартни собаки Марты породы бобтейл. Сюжет же песни, по словам Маккартни, был, скорее всего, вдохновлён его длительным романом с Джейн Эшер, чья помолвка с ним была расторгнута в том же 1968 году. Интересно, что в песне есть строчка «You have always been my inspiration» (с англ. — «Ты всегда вдохновляла меня») — намёк на то, что Эшер вдохновила Маккартни на написание многих других композиций, например, «Here, There and Everywhere», «For No One» и «We Can Work It Out». Он сам пояснял, что «Martha My Dear» — песня о его музе.

## Участники записи
В записи песни участвовали:
- Пол Маккартни — вокал, фортепиано, гитара, бас-гитара, барабан, хлопки в ладоши, аранжировка
- Джордж Мартин — аранжировка
- Бернард Миллер — скрипка
- Деннис Макконнелл — скрипка
- Лу Суфье — скрипка
- Лес Мэддокс — скрипка
- Лео Бёрнбом — альт
- Генри Мьерскоф — альт
- Реджинальд Килби — виолончель
- Фредерик Александер — виолончель
- Леон Кэлверт — труба, флюгельгорн
- Стэнли Рейнольдс — труба
- Ронни Хьюс — труба
- Тони Танстэлл — валторна
- Тед Баркер — тромбон
- Альф Рис — туба